# HARVEST (Dragon Ashのアルバム)
『HARVEST』（ハーヴェスト）は、Dragon Ash、5枚目のアルバム。2003年7月23日にMOB SQUADから発売。2年4か月ぶりの作品。

## 概要
- 降谷建志の長期間の苦悩、葛藤の末にドロップされたアルバム。事実、本作が出るまでは「音楽をやめる」「海外逃亡を考えた」などファンを不安にさせる言動をインタビューで語った。
- 自身のアイデンティティであるキリスト教の肯定性・包容力により立ち直ったと発言。本作収録曲の歌詞世界もキリスト教の色が強く出ている。
- トラックにおいては「単に自分が好きな音楽を無理やりDragon Ashにぶつけて形にした」とし、その作業も困難を極めたと述懐している。
- HARVESTの意味は「収穫」。
- ダンサー2人とギタリストが新たにチームに加わり、新たに復活を遂げた全ての意が「収穫=HARVEST」に表れている。
- 「Revive」などの優しい曲、「House of Velocity」などのテクノ要素も盛り込まれ、多彩な内容となっている。
- 降谷は本作がDragon Ashにおける最高傑作であり、最も好きな作品と位置付けている。
- 前作『LILY OF DA VALLEY』以降発売シングルで10thシングル「Life goes on」は未収録。
- これまでの楽曲の作曲表記はほぼ降谷単独だったが「Fantasista」「Mob Squad」を除き、全曲作曲表記が「Dragon Ash」になり以降現時点まで殆んどの楽曲で統一されている。
- 2度目のオリコンアルバムチャート1位を獲得した。
- 『25 - A Tribute To Dragon Ash -』ではMAN WITH A MISSIONが「Fantasista」をカバーしている。

## 収録曲
作詞：Kj／作曲・編曲：Dragon Ash（特記以外）
1. Intro（1:00）
2. House of Velocity（4:31）
3. Posse in Noise（4:00）
4. Revive（4:34）
  - オムニバス『MOB SQUAD』収録
5. United Rhythm feat.43K,EIG（4:17）
作詞：Kj 43k EIG
  - POSSIBILITYの43kとEIGが参加。
6. Byakuya（1:14）
7. morrow（4:25）
  - 12thシングル
8. Landscape（2:34）
9. Art of Delta（0:56）
10. Mob Squad（RITMO ACELERADO RMX） feat.PASSER,HUNTER,黒兄,ONO-G（4:12）
  - 作詞：HUNTER PASSER Kj 黒兄 ONO-G／作曲：Kj
  - 11thシングルC/W曲リミックス。
  - 麻波25のPASSERとHUNTER、SOURCEの黒兄とONO-Gが参加。
11. Episode 4 feat.SHUN,SHIGEO（4:58）
  - 作詞：SHIGEO SHUN Kj
  - スケボーキングのSHUNとSHIGEOが参加。MVが存在する。
12. Massy Evolution（4:25）
  - オムニバス『MOB SQUAD』収録
13. Day 6（0:27）
14. Fantasista（4:29）
  - 作曲：Kj
  - 11thシングル
  - ライブでほぼ必ず演奏されていたが、2020年以降のコロナ禍には一時期演奏を自粛していた。
  - ライブの定番曲だが、Kjは本アルバムの中では一番好きではない曲として、本楽曲を挙げていた時期がある。
15. Canvas（4:32）
16. Gymnopedie #1（2:46）
17. Harvest（4:25）
18. SAKURIMAKORI（隠しトラック）

## 演奏
- 43K, EIG from POSSIBILITY：Featuring Guest (#5)
- PASSER, HUNTER from 麻波25、黒兄, ONO-G from SOURCE：Featuring Guest (#10)
- SHUN, SHIGEO from SBK：Featuring Guest (#11)
- 飛澤正人：Programming